# Challenge Trophy
El Challenge Trophy (francès: Trophée Challenge) és la copa nacional amateur de futbol del Canadà. La disputen els campions de les diferents competicions provincials.
És una de les competicions futbolístiques més antigues del país, doncs es disputa des de 1913. És organitzada per la Canadian Soccer Association.

## Història
Un campionat no oficial, competint per un trofeu donat pel diari The People de Londres, anomenat Peoples Shield, es disputà entre 1906 i 1912. El 24 de maig de 1912, la Amateur Athletic Union amb seu a Toronto, creà una competició per determinar el campió nacional. El Duke of Connaught en fou el patró i donà la Connaught Cup a la federació, per a ser entregat al campió. El 1926, la FA anglesa donà un nou trofeu per reemplaçar l'anterior, anomenat Challenge Trophy.
Fou la màxima competició de copa del país fins a la creació del Canadian Championship el 2008.

## Historial
Font:
- 1913 Norwood Wanderers of Winnipeg
- 1914 Norwood Wanderers of Winnipeg
- 1915 Winnipeg Scottish[7]
- 1916-18 no es disputà per la Guerra Mundial
- 1919 Montreal Grand Trunk
- 1920 Hamilton Westinghouse
- 1921 Toronto Scottish
- 1922 Calgary Hillhursts
- 1923 Naniamo Wanderers
- 1924 United Weston (Winnipeg)
- 1925 Toronto Ulster United
- 1926 United Weston (Winnipeg)
- 1927 Naniamo Wanderers
- 1928 New Westminster Royals[8]
- 1929 Montreal Canadian National Railway
- 1930 New Westminster Royals
- 1931 New Westminster Royals
- 1932 Toronto Scottish[9]
- 1933 Toronto Scottish[9]
- 1934 Verdun Park (Montreal)
- 1935 Montreal Aldrods
- 1936 New Westminster Royals
- 1937 Johnston Nationals (Vancouver)
- 1938 Vancouver North Shore
- 1939 Vancouver Radials
- 1940-1945 no es disputà per la Guerra Mundial
- 1946 Toronto Ulster United
- 1947 Vancouver St. Andrews
- 1948 Montreal Carsteel
- 1949 Vancouver North Shore
- 1950 Vancouver City
- 1951 Toronto Ulster United
- 1952 Montreal Stelco
- 1953 New Westminster Royals
- 1954 Winnipeg ANAF Scottish[10]
- 1955 New Westminster Royals
- 1956 Vancouver Hale-Co FC
- 1957 Montreal Ukraina
- 1958 New Westminster Royals
- 1959 Montreal Alouettes
- 1960 New Westminster Royals
- 1961 Montreal Concordia
- 1962 Winnipeg Scottish
- 1963 no es disputà
- 1964 Vancouver Columbus
- 1965 Vancouver Firefighters
- 1966 Sel. British Columbia
- 1967 Ballymena United (Toronto)
- 1968 Toronto Royals
- 1969 Vancouver Columbus
- 1970 Sel. Manitoba
- 1971 Vancouver Eintracht
- 1972 New Westminster Blues
- 1973 Vancouver Firefighters
- 1974 Calgary Kickers
- 1975 London Boxing Club of Victoria
- 1976 Victoria West SC
- 1977 Vancouver Columbus
- 1978 Vancouver Columbus
- 1979 Victoria West SC
- 1980 Saint John Drydock
- 1981 Toronto Ciociaro
- 1982 Victoria West SC
- 1983 Vancouver Firefighters
- 1984 Victoria West SC
- 1985 Vancouver Croatia
- 1986 Hamilton Steelers
- 1987 Winnipeg Lucania
- 1988 St. John's Holy Cross
- 1989 Scarborough Azzurri
- 1990 Vancouver Firefighters
- 1991 Vancouver Norvan ANAF
- 1992 Vancouver Norvan ANAF
- 1993 Vancouver Westside Rino
- 1994 Edmonton Ital-Canadians
- 1995 Mistral-Estrie
- 1996 Westside C.I.B.C.
- 1997 Edmonton Ital-Canadians
- 1998 RDP Condores PQ
- 1999 Calgary Celtics
- 2000 Winnipeg Lucania
- 2001 Halifax King of Donair[11]
- 2002 Winnipeg Sons of Italy Lions
- 2003 Calgary Callies
- 2004 Pegasus FC
- 2005 Scarborough GS United
- 2006 Ottawa St. Anthony Italia
- 2007 Calgary Callies
- 2008 Calgary Callies
- 2009 SC Hellas
- 2010 Churchill Arms FC
- 2011 HUSA Alumni
- 2012 Royal Select de Beauport
- 2013 Gloucester Celtic
- 2014 London Marconi
- 2015 London Marconi
- 2016 Edmonton Scottish
- 2017 Western Halifax
- 2018 British Columbia Tigers FC